# Hyla intermedia perrini

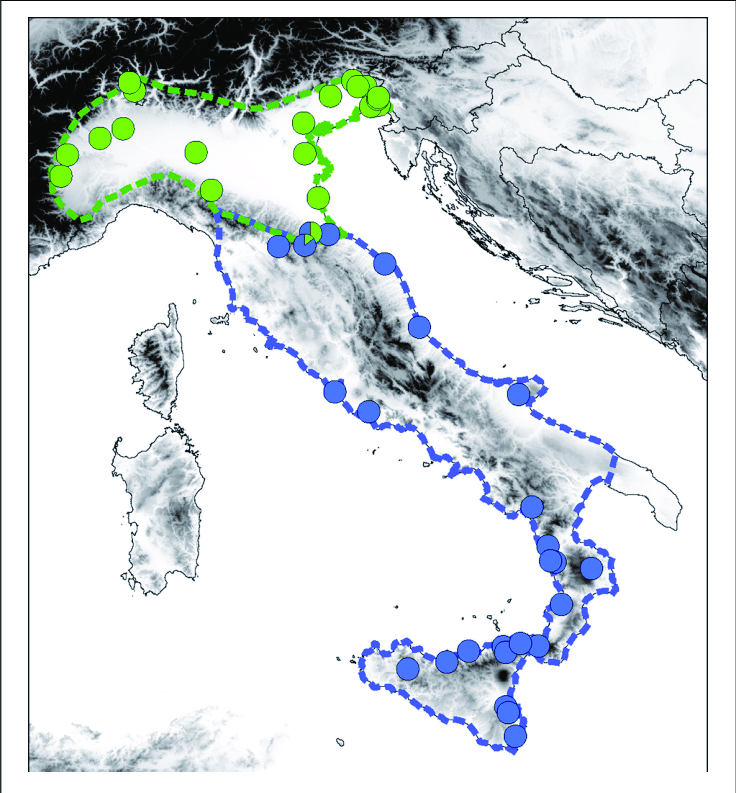
Verbreitung der beiden Unterarten H. intermedia perrini (grün) im Norden und H. intermedia intermedia (blau) im Süden.

Hyla intermedia perrini ist eine Unterart des Italienischen Laubfroschs (Hyla intermedia) aus der Gattung der Laubfrösche. Sie ist vom Schweizer Kanton Tessin über  Norditalien bis in die Po-Ebene verbreitet. Die östliche Grenze des Verbreitungsgebietes liegt an der Soča im äußersten Westen von Slowenien. Östlich davon schließt sich das Verbreitungsgebiet des Europäischen Laubfroschs (Hyla arborea) an. Die Nominatform des Italienischen Laubfroschs, Hyla intermedia intermedia, kommt südlich der Po-Ebene vom nördlichen Apennin bis Sizilien vor. 
Obwohl die beiden Unterarten morphologisch kaum unterscheidbar sind, ergaben molekulargenetische Daten jedoch eine eigenständige, kryptische Art im Norden, die unter dem Namen Hyla perrini im Oktober 2018 beschrieben wurde. In der nordöstlichen Emilia-Romagna, an der Grenze der beiden Verbreitungsgebiete, kommt es jedoch zu einer breiten, 50 bis 100 km langen Kontaktzone, in der die beiden Taxa miteinander hybridisieren. Daher bleibt der genetische Austausch erhalten und es konnten sich keine klaren Kreuzungsbarrieren ausbilden, wie sie für die Artenbildung nötig erscheinen. Hyla perrini wurde daher 2020 wieder zur Unterart unter dem Namen Hyla intermedia perrini zurückgestuft.

## Merkmale
Hyla intermedia perrini ist ein mittelgroßer Laubfrosch, der der Nominatform des Italienischen Laubfroschs (Hyla intermedia intermedia) und dem Europäischen Laubfrosch (Hyla arborea) sehr ähnlich ist. Von letzterem unterscheidet er sich durch einen schmaleren Kopf und kürzere Hinterbeine. Der Rücken ist grün oder bräunlich, die Bauchseite ist hell. Ein oben weißer und unten schwarzer Streifen, der in der Leistenregion mit einer Kurve nach oben, der sogenannten Hüftschlinge endet, trennt Ober- und Unterseite des Körpers. Wie andere Laubfrösche besitzt Hyla intermedia perrini Haftscheiben an Fingern und Zehen, horizontal stehende Pupillen und die Männchen verfügen über eine gelbliche, kehlständige Schallblase. Die bisher untersuchten Männchen hatten Kopfrumpflängen von 35 bis 47 mm. Weibchen werden etwas größer und erreichen Längen von bis zu 55 mm. Die Rufe von Hyla intermedia perrini lassen sich von denen der Unterart Hyla intermedia intermedia nicht unterscheiden und klingen ähnlich wie die des Europäischen Laubfroschs.
Die Kaulquappen von Hyla intermedia perrini ähneln denen der der anderen Unterart des Italienischen Laufroschs und denen des Europäischen Laubfroschs. Sie haben einen zugespitzten Schwanz mit einer mittigen, dunkel gefärbten Linie und einer hohen oberen Flosse, die nach vorn bis zwischen die Augen reicht. Die Atemöffnung ihrer inneren Kiemen (Spiraculum) befindet sich an der linken Körperflanke, die Kloake an der rechten.
Hyla intermedia perrini und der Hyla intermedia intermedia trennten sich im oberen Pliozän vor 2,5 bis 3,5 Millionen Jahren voneinander und unterscheiden sich in der untersuchten mitochondrialen DNA zu etwa 9 % und in der untersuchten Kern-DNA zu 0,3 %. 

## Lebensweise und Gefährdung
Hyla intermedia perrini ist ein wärmeliebender Froschlurch, dessen Lebensweise ähnlich der des Europäischen Laubfroschs ist. Er vermehrt sich von April bis Mai und laicht in ruhigen Kleingewässern wie temporären Teichen sowie auf überfluteten Wiesen. Da die Po-Ebene landwirtschaftlich stark genutzt wird, könnte die Unterart hier gefährdet sein. In der Schweiz gilt die Laubfroschpopulation des Tessins ebenfalls als gefährdet. Genaue Daten zum Gefährdungsgrad im gesamten Verbreitungsgebiet liegen bisher aber nicht vor.

## Belege
1. 1 2  
J. Speybroeck, W. Beukema, C. Dufresnes, U. Fritz, D. Jablonski, P. Lymberakis, Í. Martínez-Solano, E. Razzetti, M. Vamberger, M. Vences, J. Vörös & P.-A. Crochet: Species list of the European herpetofauna—2020 update by the Taxonomic Committee of the Societas Europaea Herpetologica. Amphibia-Reptilia, 41, 2020, S. 139–189. doi:10.1163/15685381-bja10010.
2. 1 2 3 4 5  Christophe Dufresnes, Glib Mazepa, Nicolas Rodrigues, Alan Brelsford, Spartak N. Litvinchuk, Roberto Sermier, Guillaume Lavanchy, Caroline Betto-Colliard, Olivier Blaser, Amaël Borzée, Elisa Cavoto, Guillaume Fabre, Karim Ghali, Christine Grossen, Agnes Horn, Julien Leuenberger, Barret C. Phillips, Paul A. Saunders, Romain Savary, Tiziano Maddalena, Matthias Stöck, Sylvain Dubey, Daniele Canestrelli und Daniel L. Jeffries: Genomic evidence for cryptic speciation in tree frogs from the Apennine Peninsula, with description of Hyla perrini sp. nov. Frontiers in Ecology and Evolution 6: 144. Oktober 2018, doi: 10.3389/fevo.2018.00144